# Becca Fitzpatrick
Becca Fitzpatrick, född 3 februari 1979, är en amerikansk författare mest känd för att ha skrivit New York Times-bästsäljaren Fallen ängel.